# Джоко (долина)
Долина Джоко (англ. Jocko Valley) расположена в западной части штата Монтана, США. Располагается на территории индейской резервации Флатхед.
Долина Джоко была названа в честь траппера и торговца мехами Жака Рафаэля Финлея по кличке Jaco или Jacco, работавшего в этом районе в 1806-1809 годах.
В июне 2011 года в долине произошло наводнение, когда река Джоко вышла из берегов в результате таяния особо обильного снежного покрова в сочетании с сильными осадками.